# Evangelisch-Lutherische Kirche Angolas
Die Evangelisch-Lutherische Kirche Angolas (portugiesisch: „Igreja Evangélica Luterana de Angola“, Abkürzung: IELA) ist eine Kirche lutherischen Bekenntnisses in der südwestafrikanischen Republik Angola.

## Geschichte
Die lutherische Missionsarbeit in Angola begann im Süden des Landes. Zwischen 1871 und 1915 entsandte die Rheinische Missionsgesellschaft Missionare dorthin. Während dieses Zeitraumes etablierte sich die missionarische Tätigkeit im damaligen Königreich Kwanyama. Die erste öffentliche Taufe fand 1895 in Omupanda mit dreizehn Täuflingen statt, eine weitere Taufe erfolgte 1897 in Ondjiva. In der Zeit zwischen 1871 und 1915 stieg die Mitgliederzahl der Evangelisch-Lutherischen Kirche in Angola auf 1200 Mitglieder.
1915 mussten lutherische Christen aufgrund der politischen Lage Angola in Richtung Nordnamibia verlassen. Von dort kehrten sie 1933 wieder in das südliche Angola zurück, um im Auftrag der Evangelisch-Lutherischen Kirche in Namibia zu missionieren.
1954 war der erste Pastor der  Evangelisch-Lutherische Ovambo-Kavango-Kirche in Angola tätig, 1962 folge der zweite.
Die lutherische Mission von Oshitota/Namayaka wurde im Jahre 1955 von Pastor Simson Ndatipo gegründet. Die  Mission von Shangalada wurde 1965 von Rev. Noah Ndeutapa gegründet. Eine weitere lutherische Gruppe breitete sich vom Norden her aus Cabinda über Luanda bis Huambo aus. Im Jahre 1994 vereinigten sich die Gruppen zur Evangelisch-Lutherischen Kirche Angolas.

## Mitglieder
Die Kirche hat im Jahr 2010 eine Mitgliederzahl von etwa 40.000; sie erfuhr in den letzten Jahren ein starkes Wachstum.

## Organisation
Die Evangelisch-Lutherische Kirche Angolas ist seit 1997 Mitglied des Lutherischen Weltbundes, des Weiteren ist sie Mitglied  der Lutherischen Gemeinschaft im südlichen Afrika (LUCSA). Generalsekretär ist Rev. Tomás Ndawananapo.
Die Kirche hat ihren Hauptsitz in der südangolanischen Stadt Lubango.

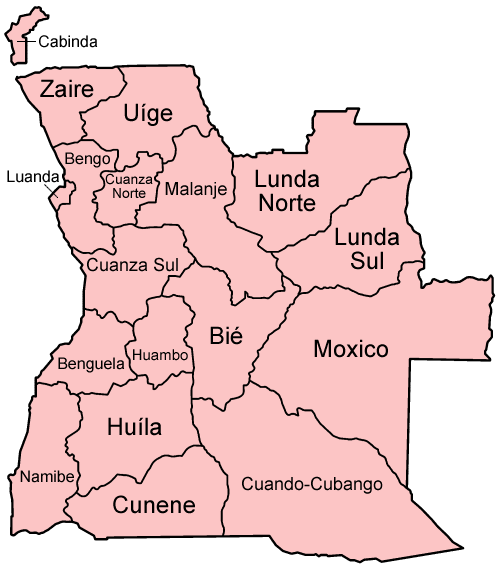
Die Provinzen Angolas

Die Kirche ist hauptsächlich in der Provinz Kunene mit 56 Gemeinden vertreten. Weitere Gemeinden befinden sich in den Provinzen Cabinda (3), in  Luanda (3), Huambo (3), Huíla (2) und Namibe (1).
Die Kirche lässt Frauenordination zu. Von den 56 Pastoren sind fünf Frauen. Des Weiteren zählen zu den Mitarbeitern der Kirche 25 Evangelisten (davon drei Frauen), 20 Diakone (davon 17 Frauen) und fünf einheimische Missionare (davon drei Frauen).

## Tätigkeitsfelder
Nach dem Ende des Bürgerkriegs im Jahr 2002 bestehen die Tätigkeitsfelder der Evangelisch-Lutherischen Kirche in Angola einerseits in der Missionsarbeit und andererseits in der Aufbauarbeit.
Auf der Synode im November 2007 wurde beschlossen, die missionarische Tätigkeit der IELA, welche sich bisher hauptsächlich auf den ländlichen Bereich konzentrierte, in den Städten zu intensivieren.
Ausländische Unterstützung erfährt die IELA hauptsächlich durch die Finnisch-evangelisch-Lutherische Mission, deren Mitarbeiter in Angola als Lehrer, im Gesundheitsdienst, Entwicklungshelfer und Bibelübersetzer tätig sind.